# Булынино (Великолукский район)
Булы́нино — деревня в Великолукском районе Псковской области России. Входит в состав Лычёвской волости.

## География
Расположена 5 км южнее города Великие Луки, рядом с перекрёстком автодорог М9 «Балтия» и Р—51 Псков—Невель.
В настоящее время рядом с д. Булынино действует трасса мотокросса, на которой регулярно проводятся соревнования, в том числе и всероссийские
В пойме р.Лазавица за д. Булынино с 2011 года проводятся соревнования по традиционной стрельбе из лука «100 друзей»

## Население
| 2001 | 2002 | 2010 |
| ---- | ---- | ---- |
| 459  | ↗460 | ↗482 |

Численность населения деревни по состоянию на начало 2001 года составила 459 жителей.
В 1850 году в деревне было 8 дворов, в 1928 году — 28 домов, в 1984 году в деревне проживало 330 жителей, в 1992 году — 440 жителей.

## Улицы
Улицы:
- Весенняя
- Зелёная
- Колхозная
- Ленинградская
- Мира
- Победы
- Сосновая
- Центральная

## История
Первое упоминание о деревне Булынино относится к 1885 году. Название, вероятно, происходит от слова «булыня», что значит «торгаш скотом», «скупщик льна».
Она находилась в семи верстах от уездного города. В деревне было всего 10 дворов, в которых проживало 55 человек. Местные жители занимались сельским хозяйством: выращивали лён, рожь, разводили скот.
В 1930 году, во время коллективизации была организована артель «Красный Бор», затем — колхоз «Красное знамя». Стало развиваться сельское хозяйство.
Во время Великой Отечественной войны Булынино было сильно разрушено. В братской могиле, расположенной в деревне, захоронено 753 воина. В 1947 году на могиле установлен обелиск и наверху его укреплён макет ордена Отечественной войны. Установлен памятник сорока жителям деревни, отдавшим жизнь за Родину.
В 70-е годы в деревне Булынино активно велось строительство жилья. На центральной усадьбе колхоза было возведено здание Дома культуры, который сегодня является базой районного досугового объединения Великолукского района. В помещении Булынинского ДК располагается и сельская библиотека.
Название деревни происходит по имени помещика Булынина.
На плане Генерального межевания, составленном в 1790 году деревня уже обозначена как «Булынина».
```
По найденным в старой части деревни медным 
монетам-чешуйкам
 можно предположить заселение с середины XVII века.
```